# Café Black Ivory

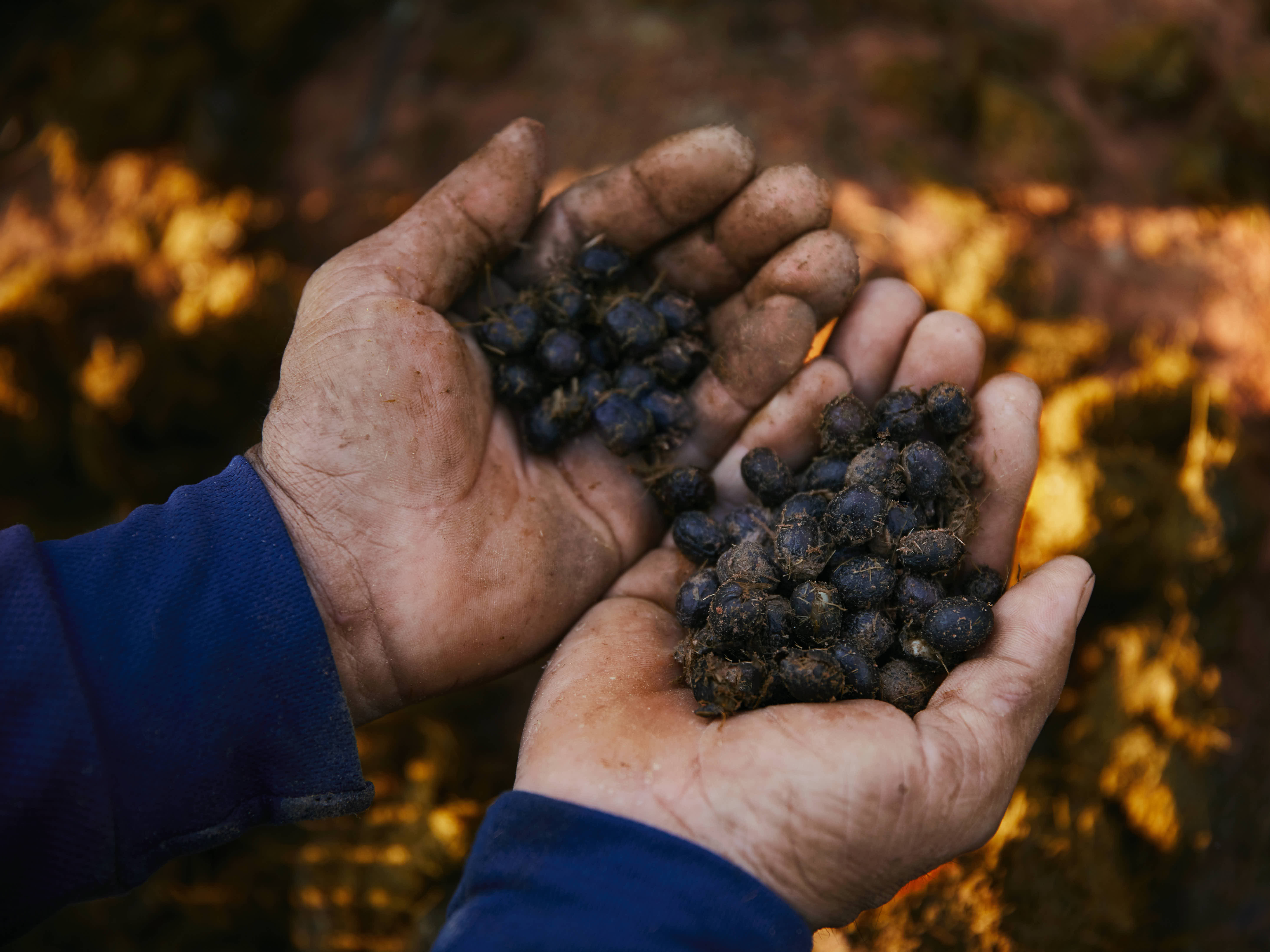
Black Ivory

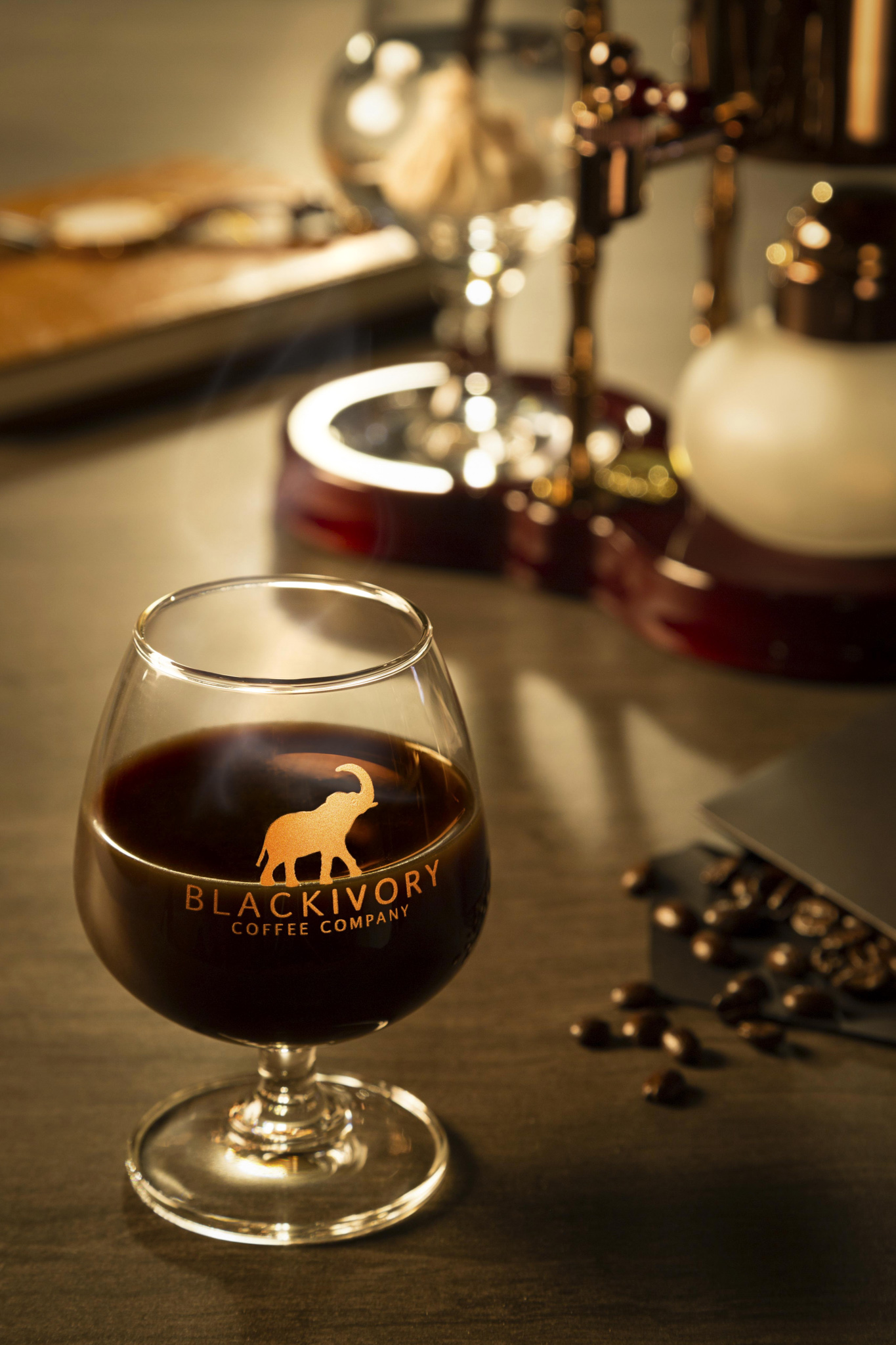
Black Ivory

El Café Black Ivory es una marca comercial de café producida exclusivamente por la Black Ivory Coffee Company Ltd en el norte de Tailandia utilizando granos de café de la variedad Arabica que fueron consumidos por elefantes y recogidos de sus heces. El sabor del café Black Ivory es producto del efecto de los ácidos del estómago del elefante, que rompen las proteínas del café. Los granos de café son digeridos por el elefante en un proceso que dura entre 15 y 70 horas dentro de su organismo, y contienen otros ingredientes que se encuentran en el estómago de los elefantes, y que le otorgan aromas específicos al grano.

## Disponibilidad
Se dice que el café Black Ivory es "muy suave sin el sabor amargo propio del café común" y es el café más caro del mundo, costando 1100 dólares cada kilo. Su disponilidad es limitada, y se puede beber en unos pocos hoteles de lujo a un precio de 50 dólares la taza. El suministro del café Black Ivory depende de la disponibilidad de los granos de café, el apetito de los elefantes, la cantidad de granos que son destruidos mediante el proceso de masticado y la habilidad de los mahouts y sus esposas para recoger granos intactos. El precio elevado del producto se debe en parte a la gran cantidad de granos requeridos para producir el producto final: 33 kilos de café inicial permiten obtener 1 kilo de producto terminado. La mayoría de los granos no son recuperables porque han sido masticados por los elefantes, se han partido, o luego de ser excretados no se les encuentra en la selva.